# Emperador Muzong de Tang
Emperador Muzong de Tang (xinès tradicional: 唐穆宗)(795 - 824), va ser el dotzè emperador de la Dinastia Tang (618-907) i va regnar durant cinc anys (820-824).

## Biografia
L'emperador Muzong de Tang, de nom personal Li You (李 宥), que posteriorment va canviar per Li Heng (李恆). Va néixer el 795, durant el regnat del seu besavi emperador Dezong. Era el tercer fill de l'emperador Xianzong i de la princesa i consort imperial Guo, neta del destacat general Guo Ziyi. Va ser nomenat príncep hereu el 812 durant el regnat del seu pare,després que aquest fos presumptament assassinat per un eunuc, Li Heng es va proclamar emperador el 820.

### Conflictes interns i territorials
Com a primera mesura que va prendre Muzong com a emperador va ser decretar la mort dels alquimistes que havien subministrat a l'emperador Xianzong les pastilles per a la immortalitat. A més, va exiliar ràpidament els cancellers Huangfu Bo i Linghu Chu, substituint-lo per nous cancellers.
Muzong va heretar del seu pare un Estat reunificat amb un imperi sota l'autoritat del govern central desprès del procés anomenat com la Restauració Yuanhe (元 和 中興). Però la corrupció interna del govern i la deixadesa de l'emperador que passava molt temps entre la beguda,els jocs i les caceres,van generar nous conflictes; l'any 820 va haver de gestionar noves sublevacions en diverses regions, amb conflictes amb Wang Chengzong, el governador militar de Chengde, i amb Tian Hongzheng el governador militar de Weibo i el 822 soldats de la zona de Xuanwu (宣武, amb seu a la moderna Kaifeng, província de Henan) tradicionalment sota control imperial, es van amotinar contra el governador militar Li Yuan.

### El Tibet
Un dels conflictes històrics de la dinastia era tot el relacionat amb el Tibet; el besavi de Muzong, l'emperador Dezong l'any 738 ja havia signat un acord de pau amb els emperadors tibetans. Muzong l'any 821 va rebre a la capital de l'imperi, Chang'an a un grup d'emissaris de l'emperador tibetà que e van reunir amb alts funcionaris del govern i a l'any següent va signar un acord definitiu, mitjançant el Tractat sino-tibetà o Tractat de Lhasa, amb l'emperador de la dinastia Yarlung, Tri Rapachen o Ralpacan, que també s'ha descrit com "l'Aliança de Changqinq". El tractat es va materialitzar en una làpida de quasi sis metres davant del temple de Jokhang de la ciutat de Lhasa i descriu en tibetà i xinès els detalls de l'acord.
Una antiga malaltia de l'emperador es va reproduir i va morir el 25 de febrer.de 824. Li Zhan el va succeir (com a Emperador Jingzong de Tang). Amb la mort de Muzong es va iniciar l'inici de l'espiral descendent de la dinastia Tang .